# Liste des évêques catholiques de Shrewsbury
L'évêque de Shrewsbury est un dignitaire de l'Église catholique en Angleterre et au pays de Galles, titulaire du diocèse de Shrewsbury. Le siège épiscopal est la cathédrale de Shrewsbury, dédiée à Notre-Dame, Secours des chrétiens et de saint Pierre d'Alcántara. Ce diocèse fait partie de la province de Birmingham, qui compte l'archidiocèse de Birmingham et le diocèse de Clifton.
Le diocèse de Shrewsbury existe depuis le rétablissement de la hiérarchie catholique en 1850 par la bulle Universalis Ecclesiae (en). L'évêque actuel, Mark Davies, est le onzième titulaire de ce siège épiscopal.
| Évêques de Shrewsbury | Évêques de Shrewsbury  | Évêques de Shrewsbury                                                              |
| --------------------- | ---------------------- | ---------------------------------------------------------------------------------- |
| 1851-81               | James Brown            |                                                                                    |
| 1882-95               | Edmund Knight          | il était auparavant évêque auxiliaire de Shrewsbury                                |
| 1895-97               | John Carroll           | il était auparavant coadjuteur de Shrewsbury                                       |
| 1897-1908             | Samuel Allen           |                                                                                    |
| 1908-34               | Hugh Singleton         |                                                                                    |
| 1934-49               | Ambrose James Moriarty | il était auparavant coadjuteur de Shrewsbury                                       |
| 1949-61               | John Aloysius Murphy   | il était auparavant coadjuteur de Shrewsbury ; nommé en 1974 archevêque de Cardiff |
| 1962-80               | William Grasar         |                                                                                    |
| 1980-95               | Joseph Gray            | il était auparavant évêque auxiliaire de Liverpool                                 |
| 1995-2010             | Brian Noble (en)       |                                                                                    |
| 2010-                 | Mark Davies            | il était auparavant coadjuteur de Shrewsbury                                       |

## Source
- (en) Fiche sur le diocèse de Shrewsbury sur le site Catholic Hierarchy

## Article lié
- Liste des diocèses catholiques en Angleterre et au pays de Galles